# 콩고 공화국의 국장

콩고 공화국의 국장

콩고 공화국의 국장은 1960년에 채택되었으며 1991년에 다시 채택되었다. 국장 가운데에 그려진 노란색 방패 안에는 초록색 물결 무늬가 그려져 있다.
방패 안에는 빨간색 사자가 횃불을 들고 있는 형상의 그림이 그려져 있으며 방패 위에는 금색 왕관이 올려져 있다. 국장 양쪽에는 두 마리의 아프리카 코끼리가 그려져 있으며 국장 아래에 있는 금색 리본에는 콩고 공화국의 나라 표어인 "통일, 노동, 진보"("Unité, Travail, Progrès")가 프랑스어로 쓰여져 있다.

## 콩고 인민공화국의 국장
콩고 인민공화국의 국장은 1970년 1월부터 1991년 6월까지 사용되었다. 국장 맨 위쪽에는 노란색 별이 있으며 아래에는 노란색 망치와 괭이가 교차되어 있다. 망치와 괭이를 월계수 가지가 감싸고 있으며 망치는 노동자를, 괭이는 농민을, 월계수 가지는 승리를, 별은 국가 건설을 의미한다. 아래에 있는 하얀색 리본에는 콩고 인민공화국의 나라 표어인 "노동, 민주주의, 평화"("Travail, Démocratie, Paix")가 프랑스어로 쓰여져 있다.

콩고 인민공화국의 국장 (1970년 ~ 1991년)